# Gary (Bob Esponja)
Gary es un personaje de ficción de la serie de dibujos animados Bob Esponja, creada por Stephen Hillenburg. Es un caracol y la querida mascota de Bob Esponja, aunque su comportamiento se asemeja en varios aspectos al de un gato. Gary es inteligente y domesticado, que ofrece soluciones elegantes a cualquier dilema que se le plantea a su dueño. Aunque discrepa de algunas ideas de Bob Esponja, se esfuerza por advertirle peligros.

## Descripción y personalidad
Este personaje maúlla variando entonaciones e intensidades de sonidos para comunicarse con Bob Esponja. Le gusta fingir que es Calamardo, jugar con música y leer libros. Su distracción preferida es comer un alimento para caracoles llamado Snail-Po (Comida para caracoles en español). Goza leyendo literatura clásica, especialmente las obras de Emily Dickinson. Es un caracol poeta auto-educado. 
Gary tiene su propia cama, rueda de ejercicios, tazones con agua y alimento. Sabe tocar el violín, atarse los zapatos y pagar las cuentas. Es un animal inquisitivo, curioso y siempre está listo para aprender algo nuevo. Cada mañana sirve el desayuno a Bob, antes que este salga a trabajar. También atiende el teléfono. En algunos episodios se ha revelado que el interior de su caparazón es un caos y que tenía un diamante dentro de éste.

## Nombre completo
En el episodio «Delicias», Gary siente una obsesión por los bocadillos para caracoles, y quiere ir a la tienda de mascotas aunque ya sea la hora de dormir, a lo que Bob Esponja trata de acostarlo y decirle que no tiene tiempo para comprar esos bocadillos, revelando el nombre completo de este: Gary Wilson, Jr.

## Otros moluscos
Gary no es el único molusco que habita en Fondo de Bikini; también están sus amigos, enemigos, familiares, conocidos y otros caracoles. 
En uno de los episodios de la serie aparece un gigantesco caracol azul, descascado, que dice "miau", exactamente de la misma forma que lo hace Gary. En el episodio «La basura de Don Cangrejo» vemos un caracol negro que gruñe a Don Cangrejo. En otro episodio, «Expulsado», Bob Esponja consigue un caracol nuevo llamado Larry, quien se muestra feroz y con muy bien temperamento. En el mismo capítulo, Bob Esponja compara a ambos caracoles con otro llamado Jerry, al que guarda en su bolsillo. 
También Calamardo tiene un caracol como mascota; se trata de una hembra llamada Snellie, que compite con Gary en el episodio «La gran carrera de caracoles». Tiene pestañas largas y caparazón púrpura. Al final, Gary se enamora de ella. Por su parte, Patricio es el amo de un caracol llamado Rocky, semejante a una roca. Y en otro episodio llamado «Gary enamorado», Gary se enamora de una caracol llamada Mary a la que persigue.